# صوفيا دي مارتينو
صوفيا دي مارتينو (بالإنجليزية: Sophia Di Martino)‏ هي ممثلة بريطانية، ولدت في 15 نوفمبر 1983 في المملكة المتحدة.

## وصلات خارجية
- صوفيا دي مارتينو على موقع IMDb (الإنجليزية)
- صوفيا دي مارتينو على موقع أول موفي (الإنجليزية)
- صوفيا دي مارتينو على موقع قاعدة بيانات الفيلم (الإنجليزية)